# 1313 az irodalomban
Az 1313. év az irodalomban.

## Születések
- június 16. – Giovanni Boccaccio itáliai író, költő, humanista, a Dekameron írója († 1375)